# 会いにいこう
「会いにいこう」（あいにいこう）は、UAの楽曲。SPEEDSTARからのデジタルシングルとして2023年5月31日に配信が開始された。

## 概要
東海旅客鉄道（JR東海）が行う『会いにいこう』キャンペーンとのタイアップ、およびそのキャンペーンソングとして制作されたシングルである。2023年2月16日に発表されたキャンペーンは東海道新幹線を利用するビジネスパーソンに向けたもので、「会いにいく、が今日を変えていく。」をキャッチコピーとしている。コロナ禍で社会の対応力が高まり、コロナ禍以前の日常が戻りつつある中で、実際に人と合うことによってビジネスパーソンのつながりを取り戻し、経済活動の復活を支えていきたいという思いが込められている。
2023年2月16日のキャンペーン発表と同時に楽曲も発表となり、賀来賢人主演のCMが同日にJR東海「東海道新幹線」YouTubeチャンネルで公開され、2月19日からは東京・静岡・名古屋・大阪の各地区で30秒版のCMが放映されるようになった。同年5月31日にはSPEEDSTARからのデジタルシングルとして各種音楽配信サービスで配信が開始された。配信サービスにおけるジャケットは新幹線の車両の先頭部分を描いたものとなっている。
2023年7月21日からはTOKIO「AMBITIOUS JAPAN!」に代わって、JR東海が保有する新幹線車両の車内チャイムとしても使用されている。車内チャイムの作成も作曲を務めた岩崎太整によって行われ、20パターン以上を試作し、およそ4か月をかけて完成された。
2023年12月12日に公開された新CM『すべての会いたい人へ』篇において、「会いにいこう」クリスマスアレンジver.が使われた。
2024年にはハナレグミがカバーしたバージョンが東海道新幹線のCMに使用され、同年3月6日よりビクターエンタテインメントからデジタルシングルとして各種サービスで配信されている。

## 収録曲
| #         | タイトル         | 作詞               | 作曲      | 時間 |
| --------- | ---------------- | ------------------ | --------- | ---- |
| 1.        | 「会いにいこう」 | 野崎賢一、岩崎太整 | 岩崎太整  | 4:05 |
| 合計時間: | 合計時間:        | 合計時間:          | 合計時間: | 4:05 |

## リリース日一覧
| 地域 | リリース日    | レーベル          | 規格     | 規格品番 | 備考         |
| ---- | ------------- | ----------------- | -------- | -------- | ------------ |
| 日本 | 2023年5月31日 | SPEEDSTAR RECORDS | 音楽配信 | -        | ハイレゾ版有 |

## タイアップ
| 年            | 曲名         | タイアップ                                 |
| ------------- | ------------ | ------------------------------------------ |
| 2023年2月16日 | 会いにいこう | JR東海「会いにいこうキャンペーン」CMソング |

## カヴァー

### 会いにいこう
| アーティスト | 収録作品         | 発売日       | レーベル          | 規格     | 規格品番 | 備考         |
| ------------ | ---------------- | ------------ | ----------------- | -------- | -------- | ------------ |
| ハナレグミ   | 「会いにいこう」 | 2024年3月6日 | SPEEDSTAR RECORDS | 音楽配信 | -        | ハイレゾ版有 |

### 音楽配信
- 会いにいこう - mora
- 会いにいこう - AWA
- 会いにいこう - YouTube Music プレイリスト
- 会いにいこう - Spotify
- 会いにいこう - Apple Music

- JR東海「会いにいこう」 - YouTube
- JR東海「会いにいこう」フルMV　～ハナレグミ ver.～ - YouTube
- 会いにいこうキャンペーン 特設サイト - JR東海 (動画、楽譜なども公開）